# Linden Lab
La Linden Lab és una companyia privada de San Francisco que es dedica a les noves tecnologies. En Philip Rosedale és el seu fundador, de la Real Networks. En Mitch Kapor és un dels directors. La companyia es va fundar el 1999. La Linden Lab va crear el videojoc per a ordinador anomenat  Second Life®.